# Château de Champtocé
Ne doit pas être confondu avec Château de Champtoceaux.
Le château de Champtocé (Chantocé) est un château d'origine médiévale localisé à Champtocé-sur-Loire, en Anjou, dans le département de Maine-et-Loire. Il est connu pour avoir été un des lieux de résidence de Gilles de Rais. Il est inscrit monument historique en 1926.

## Localisation

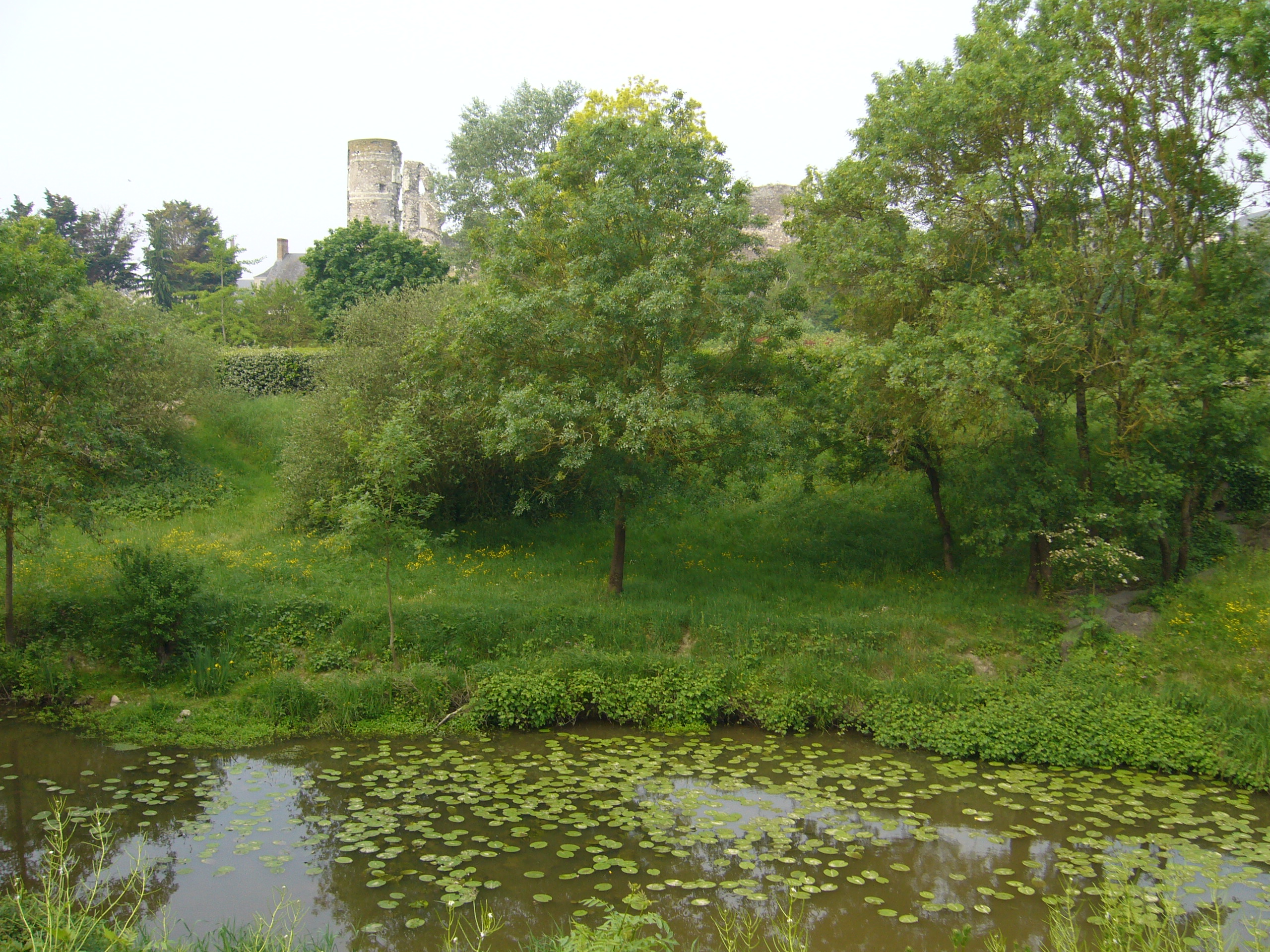
La rivière Romme coulant devant le château de Champtocé.

Le château se situe sur la rive droite de la Loire, sur le territoire de la commune de Champtocé-sur-Loire. Il s'élève sur un promontoire de schiste, surplombant la Romme qui alimente la boire de Champtocé.

## Histoire
La popularité du château est due à Gilles de Rais (Retz), qui y naquit vers 1405 de l'union de Marie de Craon, dame de Chantocé et d'Ingrandes, et de Guy de Laval, sieur de Retz. Compagnon de Jeanne d'Arc mais aussi criminel, Gilles devint maréchal de France dès 1429 et mourut exécuté à Nantes en octobre 1440. En 1437, il avait vendu Ingrandes et Chantocé au duc de Bretagne Jean V. 
Au Moyen Âge, le château fut la première place forte de l'Anjou sur la rive droite de la Loire, la première ligne de défense contre le duché de Bretagne et surtout, un péage très important. Ce n'est qu'au XIIIe siècle que la forteresse de Champtocé prit sa forme actuelle.

### Premiers temps de la forteresse
Le site est mentionné aux alentours de l'an 1000 sous le vocable de Cantosciaco dans le Cartulaire de la Trinité de Vendôme. Il est possible que le site ait été aux mains des comtes d'Anjou eux-mêmes afin de contrôler le trafic fluvial sur la Loire. Foulques Nerra y inféode un certain Orry. À ls suite des forfaits de celui-ci, il l'en dépouille et confie la terre au début du XIe siècle à une famille de chevaliers qui prend le nom de Champtocé, et dont le premier membre connu est Hugues de Champtocé. Le site est qualifié de castellum vers les années 1075-1084, démontrant sa nature fortifiée. Le fief passe dans les mains de la Maison de Craon par le mariage de Tiphaine de Champtocé et d'Ingrandes avec Maurice Ier de Craon vers 1100. En 1212, pendant le conflit entre Capétiens et Plantagenêt, Amauri de Craon prend le parti du roi de France Philippe Auguste en s'engageant à lui remettre la forteresse. Les Craon gardent Ingrandes et Chantocé jusqu'à Marie de Craon rencontrée ci-dessus, terres que son fils Gilles de Rais cède, on l'a vu, au duc Jean V en 1437.

### Moyen Âge
À la fin du Moyen Age, au XVe siècle, Ingrandes et Chantocé sont donc aux mains de la Maison de Montfort-Bretagne à partir du duc Jean V (1389-1442 ; suivi de son dernier fils Gilles), mais les rois Valois Charles VII et Louis XI leur disputent ces seigneuries, notamment dans le cadre de la révolte de la Ligue du Bien public (1465) puis de la ligue formée par le Téméraire en 1468. Finalement, un accord de 1486 donne Ingrandes et Champtocé au fils naturel du duc François II (1435-1488), François d'Avaugour (1462-1510), aussi seigneur de Montfaucon et de Clisson, baron d'Avaugour, comte de Vertus et de Goëlo. Ainsi, la 2e Maison d'Avaugour possédera Ingrandes et Champtocé jusqu'en 1699 (mort de Claude II d'Avaugour)-1704 (vente par ses héritiers).

### Temps modernes et ruine
Ingrandes et Chantocé sont vendus en 1704 à Madeleine-Diane de Bautru de Serrant (1668-1753), veuve du duc François-Annibal III d'Estrées (1648-1698). Elle céda en 1749 Ingrandes, Champtocé, Le Plessis-Macé, Serrant et tous ses biens angevins à la famille Walsh.

## Description

### Châtelet
Le château tel qu'il est connu aujourd'hui se compose d'un châtelet, système d'entrée, orienté vers le village. Celui-ci se compose de deux portes, l'une charretière, l'autre piétonne. On y accédait après avoir emprunté un pont dormant, doublé de pont-levis. L'entrée est défendue par un système de canonnières, et pouvait être fermée par une herse.

### Enceinte
L'enceinte de la forteresse se constituait de onze tours, dont une seule, éventrée, subsiste et s'élève face à la route.
À l'est, une poterne, défendue par des assommoirs, permet d'accéder à l'intérieur de salles souterraines.

### Organisation intérieure
Hormis la présence d'un puits, l'aménagement de l'intérieur de la cour reste inconnu faute d'études archéologiques.

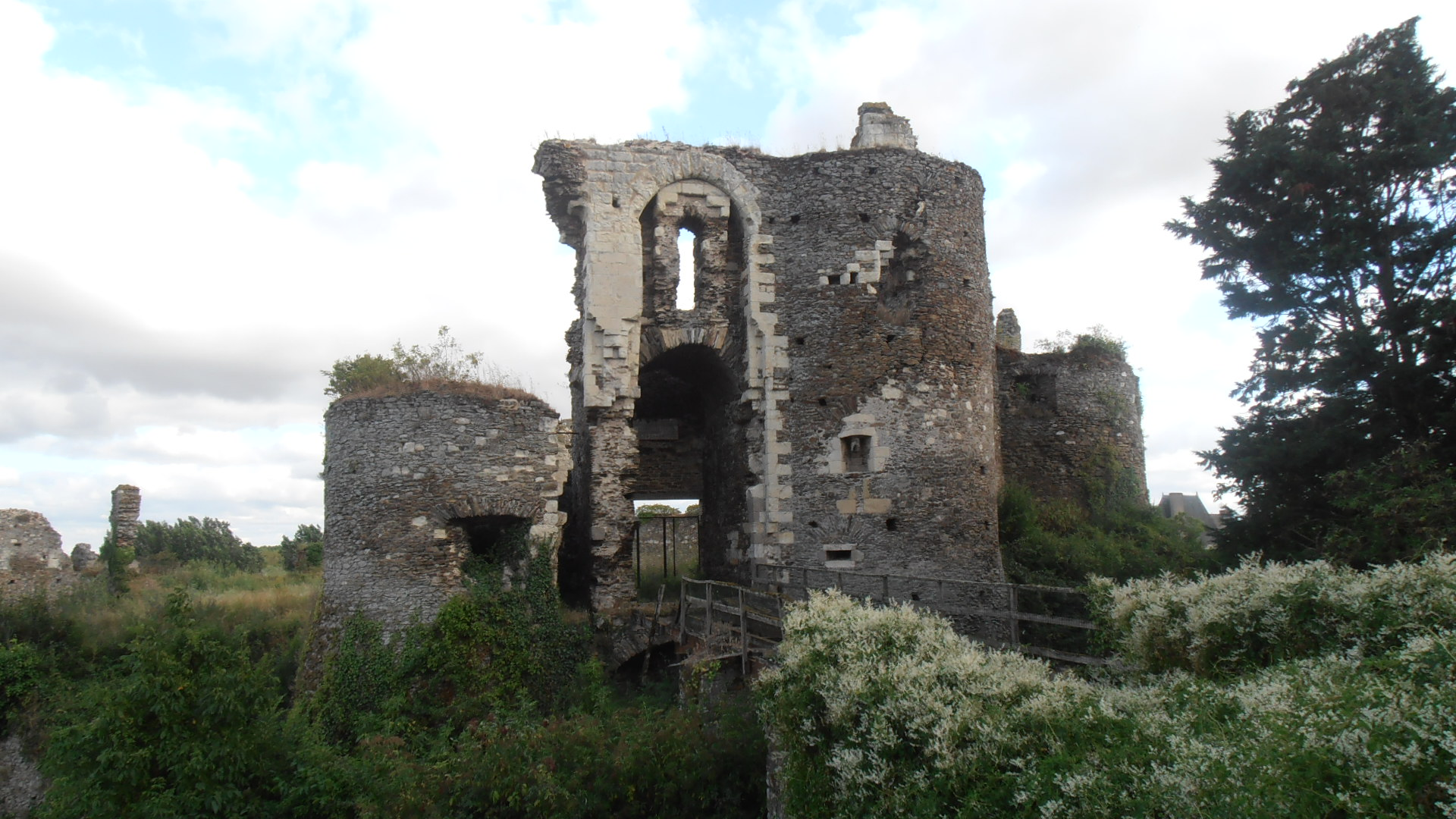
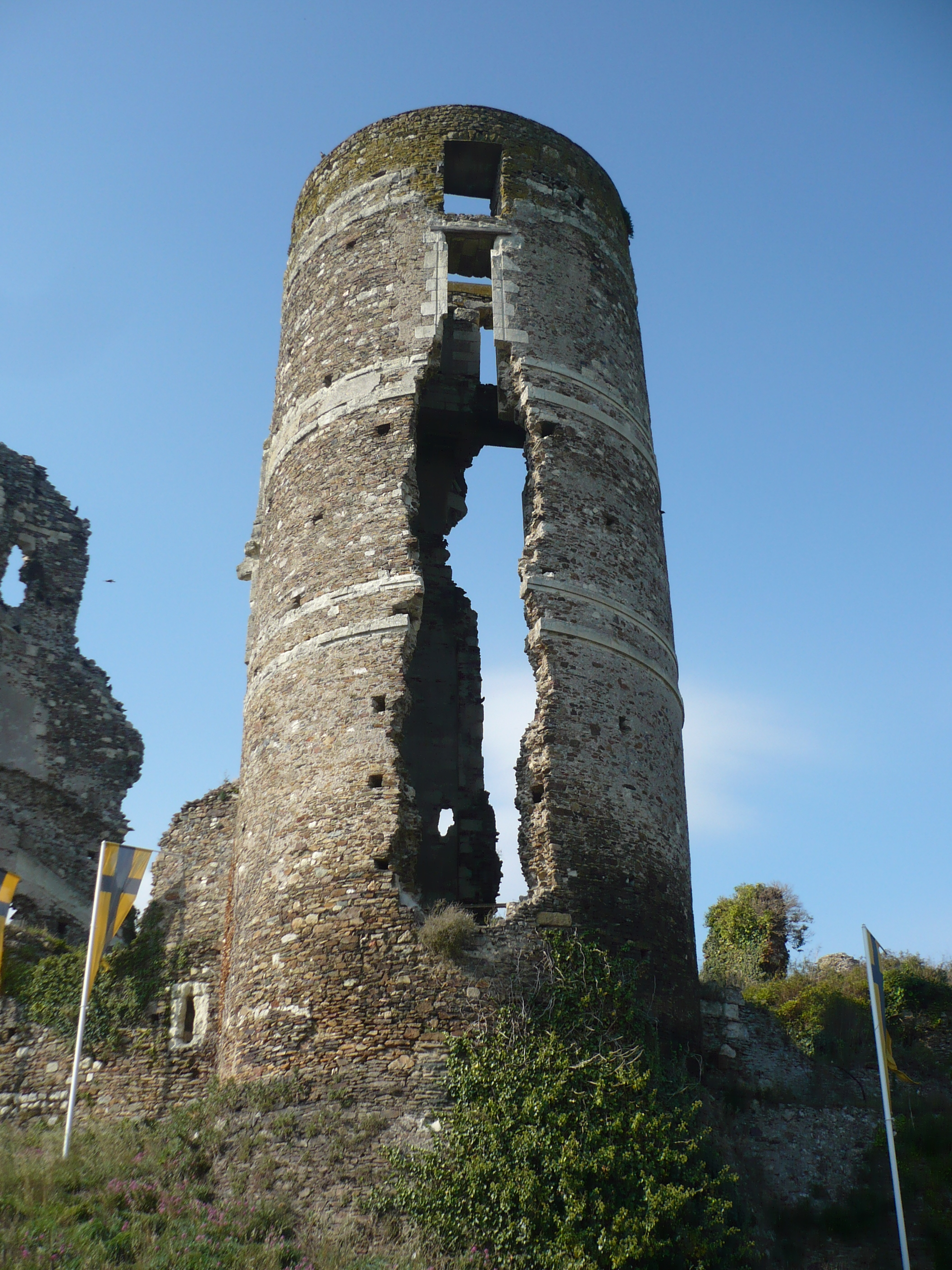